# Phil Harrison
Phil Harrison fue el presidente y representante de la Sony Computer Entertainment, Inc. (SCEI) y vicepresidente ejecutivo de la Sony Computer Entertainment Europe (SCEE).
En el E3 de 2005 fue el encargado de dar las primeras demostraciones técnicas al público en tiempo real del hardware para PlayStation 3 que incluyeron la versión parcial del programa famoso de los patitos de goma, además se encarga de asistir en numerosas conferencias mundiales de los videojuegos, en marzo de 2007 en la Game Developer Conference (GDC) bajo el nombre de Game 3.0 (tercera era del videojuego) presentó Little Big Planet y Home, las dos grandes novedades de Sony para PlayStation 3.
El 19 de marzo de 2019 Sundar Pichai anunció Google Stadia con Harrison como jefe de producto.

## Anteriormente
En septiembre del 2005 Sony Computer Entertainment unificó sus operaciones de desarrollo regionales del producto debajo de una estructura global para los estudios mundiales de la Sony Computer Entertainment Worldwide Studios (SCE WWS) y Phil Harrison fue designado al servicio como presidente de la nueva organización. Trabajando de cerca con los estudios de Sony en Japón, Europa y Norteamérica, Harrison es responsable de fijar la estrategia global del producto y de manejar las operaciones de desarrollo de 13 estudios en 5 países.
Desde que se unió a Sony en 1992 él ha llevado a cabo las posiciones ejecutivas de la gerencia en Europa y Norteamérica, donde sirvió como vicepresidente de las relaciones de investigación y desarrollo para la Sony Computer Entertainment America desde 1996 al 2000. Él ha sido un miembro decisivo para que los equipos lanzaran con éxito toda la familia de PlayStation, además de los formatos tanto de hardware y el software innovadores que han ayudado a ampliar el mercado de la computer entertainment worldwide.
Desde 1989 a 1992, Harrison contribuyó principalmente al desarrollo para Mindscape internacional y antes como diseñador de videojuegos y artista gráfico en el Reino Unido. Harrison es también partidario y cree en la "guerra de consolas", confiando plenamente en Sony.

## Declaraciones y dimisión en Sony
El 22 de febrero de 2008 Phil Harrison admitió que se sentía frustrado con SCEJ (Sony Computer Entertainment Japan) por no haber confiado en los juegos sociales. Pocos días después, el 25 de febrero, anunció su dimisión de cargo de presidente de los estudios de Sony, siendo reemplazado por Kaz Hirai